# 클럽헤즈
클럽헤즈(Klubbheads) 또는 심지어 하이-택(Hi_Tack)은 네덜란드 출신의 댄스 음악 프로듀서와 디제이 팀이다. 구성원은 쿤 그로에네벨 (Koen Groeneveld)과 아디 반 데르 즈완 (Addy van der Zwan)으로 이뤄져 있다.